# 双桥办事处
双桥办事处，是中华人民共和国河南省郑州市中原区下辖的一个乡镇级行政单位。

## 行政区划
双桥办事处下辖6个行政村。